# كأس أمم أفريقيا لكرة القدم للسيدات 2002
كانت البطولة الأفريقية للسيدات 2002 هي النسخة الخامسة من البطولة الأفريقية للسيدات (المعروفة الآن باسم كأس الأمم الأفريقية للسيدات ) ، وهي البطولة الدولية لكرة القدم التي تنظم كل سنتين من قبل الاتحاد الأفريقي لكرة القدم (CAF) للمنتخبات الوطنية الأفريقية للسيدات. وقد عُقد في نيجيريا في الفترة من 7 إلى 20 كانون الأول / ديسمبر 2002.
حددت البطولة مباراتي CAF المؤهلة لكأس العالم للسيدات 2003 - الفائزة نيجيريا والوصيفة غانا . فازت نيجيريا بلقبها الخامس بفوزها على غانا 2-0 في النهائي.

## اختيار المضيف
في يناير 2001 ، أكد اتحاد بوتسوانا لكرة القدم أن البلاد قدمت عرضًا لاستضافة البطولة. [1] من غير المعروف ما إذا كانوا قد انسحبوا من المزايدة لاحقًا.
تم انتخاب نيجيريا كمضيف للبطولة في مارس 2002 بعد أن لم يكن هناك مرشحون جادون للبطولة. تم الاتصال بالمسؤولين النيجيريين من قبل في نهائيات كأس الأمم الأفريقية 2002 في مالي وكانوا حريصين على استضافة البطولة. كانت نيجيريا قد استضافت البطولة سابقًا ، في عام 1998 . [2]

## التصفيات
تأهلت نيجيريا تلقائيًا كمضيف وحامل لقب ، [3] بينما تم تحديد المواقع السبعة المتبقية من خلال جولات التصفيات ، التي جرت من أغسطس إلى أكتوبر 2002.
أقيمت مباريات التأهل على أساس ذهاب وإياب ذهاب وإياب . إذا تم تعادل النتيجة الإجمالية بعد مباراة الإياب ، فسيتم تطبيق قاعدة الأهداف خارج الأرض ، وإذا كانت لا تزال متساوية ، فسيتم استخدام ركلات الترجيح لتحديد الفائز (لن يتم لعب وقت إضافي ).
تأهل الفائزون السبعة في الجولة النهائية للبطولة النهائية.